# Kaikki nämä sanat
Kaikki nämä sanat è il secondo album della cantante finlandese Katri Ylander. Ha venduto circa 17 000 copie in Finlandia, dove è stato certificato disco d'oro.

## Tracce
1. Valehdellaan
2. Välitunnilla
3. Unta
4. Paperilyhtyjä
5. Vakava ja hämillään
6. Kaikkialla
7. Sirkus
8. Kaikki nämä sanat
9. Minuun kii
10. Rankkasateet
11. Kaksi
12. Rakkaus ei rapistu

## Classifiche
| Classifica (2007) | Posizione massima |
| ----------------- | ----------------- |
| Finlandia         | 13                |